# Łosiniany
Łosiniany [wɔɕiˈɲanɨ] est un village polonais de la gmina de Krynki dans le powiat de Sokółka et dans la voïvodie de Podlachie. Il se situe à environ 10 kilomètres au sud-est de Krynki, à 33 kilomètres au sud-est de Sokółka et à 48 kilomètres à l'est de Białystok. 